# Stopiņi
Stopiņi es la capital del municipio homónimo de la región letona de Pierīga, con una población a fecha de 1 de enero de 2018 era de 10 492 habitantes.
Se encuentra ubicada en el centro del país, cerca de Riga y de la costa del golfo de Riga (mar Báltico).